# Duquesne Country and Athletic Club
Duquesne Country & Athletic Club var ett amerikanskt ishockeylag från Pittsburgh, Pennsylvania som spelade i den semiprofessionella ligan Western Pennsylvania Hockey League (WPHL) åren 1896–1901. Laget slutade som bäst på andra plats i ligan säsongen 1898–99.